# Al-Qasim SC
Der Al-Qasim Sport club (arabisch نادي القاسم الرياضي, DMG Nādī l-Qāsim ar-riyāḍī) ist ein 1973 gegründeter irakischer Sportverein aus al-Qassim. Aktuell (Stand Juli 2025) spielt der Verein in der ersten Liga.

## Erfolge
- Irakischer Zweitligameister: 2018/19

## Stadion
Der Verein trägt seine Heimspiele im Al-Najaf International Stadium in Nadschaf aus. Das Stadion hat ein Fassungsvermögen von 30.000 Personen.

## Trainer
| Trainer          | Nation | von              | bis           |
| ---------------- | ------ | ---------------- | ------------- |
| Jaseb Sultan     | Irak   | 2. Dezember 2021 | 30. Juni 2022 |
| Ali Abdul-Jabbar | Irak   | 1. Juli 2022     | 30. Juni 2024 |
| Ayman Hakeem     | Syrien | 10. März 2024    | 3. Juli 2025  |